# Bernd Heller
Bernd Heller (* 8. Mai 1947 in Dillenburg) ist ein deutscher Fernsehmoderator, Produzent und Vortragsredner.

## Werdegang
Heller war Stabhochspringer mit einer Bestleistung von 5,20 m. 1971 wurde er Deutscher Vizemeister. Er studierte Rechtswissenschaft. 1971 erfolgte sein erstes juristisches Staatsexamen und 1973 die zweite juristische Staatsprüfung. Bis 1986 arbeitete er als Rechtsanwalt.
Ab 1971 war er auch beim Fernsehen tätig. Zuerst war er Reporter und Moderator beim SWF und beim HR. 1977 wechselte er zum ZDF. Dort arbeitete er als Reporter und erregte Aufsehen mit einem Filmbeitrag, in dem der kanadische Sprinter Ben Johnson die Einnahme von Dopingmitteln zugab.
Ab 2. Februar 1980 war Heller 13 Jahre lang Moderator des Aktuellen Sportstudios. Beachtung erreichte er insbesondere mit der Sendung vom 20. Mai 1989, in der er ein Streitgespräch zwischen Christoph Daum und Uli Hoeneß moderierte. 1993 schied er beim ZDF aus. Er selbst führt dies darauf zurück, dass er sich mit seiner klaren Haltung zu Doping beim damaligen ZDF-Intendanten Dieter Stolte unbeliebt gemacht habe.
Danach war Heller als Moderator bei n-tv (n-tv News, telebörse und Dresdner Sonntagsbörse) und als Fernsehproduzent tätig, u. a. für die Dresdner Sonntagsbörse und die N24-Sendung brandneu – Das Media Markt Magazin.
2015 stellte er das Projekt Inside Mainz 05 vor, einen dokumentarischen Imagefilm über den Erfolgsweg des Fußballvereins 1. FSV Mainz 05. Der Film enthielt viele mit Handkamera gedrehten Szenen aus dem Innenleben des Vereins, stieß aber auf gemischte Kritik.
Aktuell arbeitet er als freier Filmautor und Vortragsredner, zum Beispiel über Börsen- und Finanzthemen und führt Medientrainings für Manager durch.
Er ist verheiratet mit Ehefrau Christiane und hat zwei Kinder.